# Josephella marenzelleri
Josephella marenzelleri é uma espécie de anelídeo pertencente à família Serpulidae.
A autoridade científica da espécie é Caullery & Mesnil, tendo sido descrita no ano de 1896.
Trata-se de uma espécie presente no território português, incluindo a sua zona económica exclusiva.